# R. Walter Moberly
Robert Walter Lambert Moberly, conosciuto come Walter Moberly o R. W. L. Moberly (26 marzo 1952), è un presbitero e teologo britannico.

## Biografia
Dopo il diploma di scuola superiore conseguito al Winchester College nel 1970, Moberly ha studiato al New College a Oxford, dove ha conseguito il bachelor of arts e il master of arts. Successivamente ha perfezionato i suoi studi all'Università di Cambridge, dove ha conseguito prima il M.A. e poi il Ph.D., che ha completato nel 1981. Nel 1982 è stato ordinato prete anglicano. Dopo avere esercitato il suo ministero per tre anni in una parrocchia, nel 1985 è entrato all'Università di Durham come lettore, diventando successivamente professore di Antico Testamento e di Teologia e interpretazione biblica.  Moberly ha scritto una decina di libri. È sposato e dalla moglie Jennifer ha avuto due figli.

## Libri pubblicati
- At the Mountain of God: Story and Theology in Exodus 32-34, JSOT Press, 1983
- The Old Testament of the Old Testament: Patriarchal Narratives and Mosaic Yahwism, Fortress Press, 1992
- Genesis 12-50, JSOT Press, 1992
- From Eden to Golgotha: Essays in Biblical Theology, Scholars Press, 1992
- The Bible, Theology, and Faith: A Study of Abraham and Jesus, Cambridge University Press, 2000
- Con John W. Rogerson (coautore), Genesis and Exodus: with an Introduction by John Goldingay, Sheffield Academic Press, 2001
- Prophecy and Discernment, Cambridge University Press, 2006
- The Theology of the Book of Genesis, Cambridge University Press, 2009
- Old Testament Theology: Reading the Hebrew Bible as Christian Scripture, Baker Academic, 2013
- The Bible in a Disenchanted Age: The Enduring Possibility of Christian Faith, Baker Academic, 2018